# Баратария
Баратария (англ. Barataria Bay) — одна из бухт Мексиканского залива, которая расположена в юго-восточной Луизиане, в приходах Джефферсон и Плакминс, Соединённые Штаты Америки.
Бухта использовалась в качестве базы пиратов и каперов во главе с Жаном Лафитом в начале XIX века; сегодня Баратрия — заметный по размерам добычи источник креветок, серы, меха ондатры, природного газа и нефти.
В честь залива были названы два корабля военно-морских сил США и катер береговой охраны.

## Разлив нефти 2010 года
27 июля 2010 года буксир Пере Ана К., тянув за собой в этот момент баржу, врезался в заброшенную скважину около рукава реки Св. Дениса в бухте Баратария, вызвав нефтяной и газовый гейзер высотой от 20 до 100 футов.
Гейзер был взят под контроль, и скважина была восстановлена к 1 августа 2010 года спустя пять дней после инцидента.